# Musikåret 1966

## Händelser
- 2 januari – Ann-Louise Hanson, då 22 år, och Bruno Glenmark, då 28 år, gifter sig.[1]
- 29 januari – Lill Lindfors och Svante Thuressons låt Nygammal vals vinner den svenska uttagningen till Eurovision Song Contest på Cirkus i Stockholm[2].
- 3 mars – Buffalo Springfield bildas i Los Angeles, Kalifornien.
- 4 mars – John Lennon säger i en brittisk tidning att "The Beatles nu är mer populära än Jesus". Följden blev manifestationer och skivbränning, särskilt i den kristna amerikanska södern.
- 5 mars – Udo Jürgenss låt Merci Chérie vinner Eurovision Song Contest i Luxemburg för Österrike[3].
- 31 mars – En gränslös kväll på Operan arrangeras på Stockholmsoperan till förmån för Martin Luther Kings fond. Medverkande är bland andra Harry Belafonte.
- 12 april – Jan Berry från surf-duon Jan and Dean kraschar i Los Angeles med sin bil in i en lastbil, med allvarliga skador som följd.
- 29 april – Bob Dylan spelar i Stockholms konserthus,[4] dennes första konsert i Sverige
- 10 juni - Janis Joplins debut i Big Brother and the Holding Company, spelning på Avalon Ballroom i San Francisco.
- 18 juli – Visfestivalen i Västervik anordnas för första gången.
- 29 augusti – The Beatles gör sin sista officiella spelning inför betalande publik i Candlestick Park i San Francisco.
- 16 september – Samuel Barbers opera Antony and Cleopatra har urpremiär på Metropolitan Opera i New York med Leontyne Price och Justino Diaz i titelrollerna, dirigent är Thomas Schippers.
- September – George Harrison reser till Indien för att studera sitar med Ravi Shankar.
- 4 november - spelar Beach Boys på Konserthuset i Stockholm. De spelar bland annat en nysläppt låt som heter Good Vibrations
- 4 december – Cream släpper albumet Fresh Cream – inofficiellt födelsedatum för hårdrocken

## Priser och utmärkelser
- Stora Christ Johnson-priset – Bengt Hambraeus för Transfiguration för orkester
- Mindre Christ Johnson-priset – Hans Holewa för Komposition för orkester
- Jenny Lind-stipendiet – Karin Mang-Habashi
- Medaljen för tonkonstens främjande – Sten Broman, Bertil Carlberg och Otto Kyndel
- Spelmannen – Folke Abenius

## Årets album
- The Animals – Animalisms
- The Association – And Then... Along Comes the Association
- The Beach Boys – Pet Sounds
- The Beatles – Revolver
- Blues Magoos – Psychedelic Lollipop
- The Byrds – Fifth Dimension
- John Coltrane – Ascension
- John Coltrane & Don Cherry – The Avant-Garde
- Cream – Fresh Cream
- Miles Davis – Four and More
- Miles Davis – Walkin'
- Spencer Davis Group – Their Second Album
- Donovan – Sunshine Superman
- Bob Dylan – Blonde on Blonde
- Berndt Egerbladh – But When I Started to Play
- The Everly Brothers – In Our Image
- The Everly Brothers – Two Yanks in England
- Ella Fitzgerald – Whisper Not
- Astrud Gilberto – Look to the Rainbow
- The Hollies – Would You Believe?
- The Hollies – For Certain Because
- The Incredible String Band – The Incredible String Band
- Jefferson Airplane – Jefferson Airplane Takes Off
- The Kinks – Face to Face
- Gordon Lightfoot – Lightfoot!
- Love – Love
- The Lovin' Spoonful – Daydream
- The Lovin' Spoonful – Hums of the Lovin' Spoonful
- The Mamas and the Papas – If You Can Believe Your Eyes and Ears
- The Mamas and the Papas – The Mamas and the Papas
- John Mayall – Blues Breakers with Eric Clapton
- Mitch Ryder and the Detroit Wheels – Breakout...!!!
- The Moody Blues – Days of Future Passed
- The Monkees – The Monkees
- The Monks – Black Monk Time
- Roy Orbison – The Orbison Way
- Roy Orbison – The Classic Roy Orbison
- The Paul Butterfield Blues Band – East-West
- Otis Redding – The Soul Album
- Otis Redding – Complete & Unbelievable: The Otis Redding Dictionary of Soul
- Paul Revere and the Raiders – The Spirit of '67
- Mats Paulson – En stad, en morgon
- Tom Paxton – Outward Bound
- Wilson Pickett – The Exciting Wilson Pickett
- Wilson Pickett – The Wicked Pickett
- The Rolling Stones – Aftermath
- The Rolling Stones – Got Live If You Want It!
- The Rolling Stones – Big Hits (High Tide and Green Grass)
- Simon & Garfunkel – Sounds of Silence
- Simon & Garfunkel – Parsley, Sage, Rosemary & Thyme,
- Soft Machine – Volume One
- The Small Faces – The Small Faces
- 13th Floor Elevators – The Psychedelic Sounds of the 13th Floor Elevators
- Them – Them Again
- Tommy James & the Shondells – Hanky Panky
- The Turtles – You Baby
- The Who – A Quick One
- The Yardbirds – Roger the Engineer
- Frank Zappa – Freak Out!
- The Zombies – I Love You

## Årets singlar & hitlåtar
- The Animals – Don't Bring Me Down
- The Association – Along Comes Mary
- The Association – Cherish
- The Beach Boys – Good Vibrations
- The Beach Boys – Wouldn't It Be Nice
- The Beach Boys – Sloop John B.
- The Beatles – Eleanor Rigby
- The Beatles – Paperback Writer
- The Beatles – Yellow Submarine
- James Brown – It's a Man's Man's Man's World
- The Byrds – Eight Miles High
- Cher – Bang Bang (My Baby Shot Me Down)
- Lou Christie – Lightnin' Strikes
- Susan Christie – I Love Onions
- Petula Clark – My Love
- Cream – I Feel Free
- The Cyrkle – Red Rubber Ball
- Bobby Darin – Mame
- Dave Dee, Dozy, Beaky, Mick and Tich - Bend It!
- Lee Dorsey – Working in a Coal Mine
- Bob Dylan – I Want You
- Bob Dylan – Rainy Day Women No. 12 & 35
- The Easybeats - Friday on My Mind
- Eddie Floyd – Knock on Wood
- The Four Tops – Reach Out I'll Be There
- Ann-Louise Hanson och Cornelis Vreeswijk – Jag hade en gång en båt
- Jimi Hendrix – Hey Joe
- Hep Stars – Consolation
- Hep Stars – Sunny Girl
- Hep Stars – Wedding
- Herman's Hermits – No Milk Today
- The Hollies – Bus Stop
- The Hollies – I Can't Let Go
- The Hollies – Stop Stop Stop
- The Isley Brothers – This Ole Heart Of Mine
- Tommy James & the Shondells – Hanky Panky
- Paul Jones – High Time
- The Kinks – Dead End Street
- The Kinks – Dedicated Follower of Fashion
- The Kinks – Sunny Afternoon
- Los Bravos – Black Is Black
- The Lovin' Spoonful – Daydream
- The Lovin' Spoonful – Bald Headed Lena
- The Lovin' Spoonful – Did You Ever Have to Make Up Your Mind?
- The Lovin' Spoonful – Summer in the City
- Lars Lönndahl – Tusen Och En Natt
- Lars Lönndahl & The Osmonds – Du Lasse Lasse Liten
- The Mamas and the Papas – California Dreamin'
- The Mamas and the Papas – Monday, Monday
- The Mamas and the Papas – I Saw Her Again
- The Mamas and the Papas – Words Of Love
- Manfred Mann – Pretty Flamingo
- Manfred Mann – Semi-Detached Suburban Mr. James
- The McCoys – Come On, Let's Go
- The Mindbenders – A Groovy Kind Of Love
- The Monkees – I'm a Believer
- The Monkees – Last Train to Clarksville
- Matt Monro – Born Free
- Napoleon XIV – They're Coming to Take Me Away, Ha-Haaa!
- New Vaudeville Band – Winchester Cathedral
- Ola and the Janglers – Alex Is the Man
- Ola and the Janglers – Love was On Your Mind
- Roy Orbison – Twinkle Toes
- Robert Parker – Barefootin'
- Wilson Pickett – 634-5789 (Soulsville, U.S.A.)
- Wilson Pickett – Mustang Sally
- Otis Redding – Fa Fa Fa Fa Fa (Sad Song)
- Paul Revere & the Raiders – Kicks
- Crispian St. Peters – You Were On My Mind
- Mats Paulson – Visa vid vindens ängar
- ? and the Mysterians – 96 Tears
- Povel Ramel – Ta av dej skorna
- The Young Rascals – Good Lovin
- Righteous Brothers – Ebb Tide
- Johnny Rivers – Secret Agent Man
- The Rolling Stones – 19th Nervous Breakdown
- The Rolling Stones – Have You Seen Your Mother, Baby, Standing in the Shadow?
- The Rolling Stones – Paint It, Black
- The Rolling Stones – Under My Thumb
- Barry Sadler – Ballad of the Green Berets
- Sam the Sham and the Pharaohs – Li'l Red Riding Hood
- The Seekers – Georgy Girl
- Shadows of Knight – Gloria
- Simon and Garfunkel – The Sound of Silence
- Simon and Garfunkel – Homeward Bound
- Simon and Garfunkel – I Am a Rock
- Simon and Garfunkel – The Dangling Conversation
- Simon and Garfunkel – A Hazy Shade Of Winter
- Frank Sinatra – Strangers in the Night
- Nancy Sinatra – These Boots Are Made for Walkin'
- Nancy Sinatra – Sugar Town
- Percy Sledge – When a Man Loves a Woman
- Small Faces – All or Nothing
- The Spencer Davis Group – Gimme Some Lovin'
- Dusty Springfield – You Don't Have to Say You Love Me
- Sonny & Cher – Little Man
- The Standells – Dirty Water
- The Supremes – You Can't Hurry Love
- The Supremes – You Keep Me Hangin' On
- Sven-Ingvars  – Kristina från Vilhelmina
- Tages – In My Dreams
- Tages – So Many Girls
- The Temptations – Ain't Too Proud to Beg
- The Temptations – Don't Look Back
- The Temptations – Since I Lost My Baby
- The Troggs – Wild Thing
- The Troggs – With a Girl Like You
- The Troggs – I Can't Control Myself
- Ike and Tina Turner – River Deep - Mountain High
- The Walker Brothers – The Sun Ain't Gonna Shine Any More
- Dionne Warwick – Message to Michael
- The Who – Happy Jack
- The Who – I'm a Boy
- The Who – Substitute
- The Who – The Kids Are Alright
- The Yardbirds – Over Under Sideways Down
- The Yardbirds – Shapes of Things

## Födda
- 5 januari – Lili Päivärinta, finsk/svensk sångerska, även programledare i TV.
- 9 januari – Haddaway, Nester Alexander Haddaway, tysk eurodance-artist.
- 9 januari – Jan Johansen, svensk musiker.
- 12 januari – Rob Zombie, amerikansk musiker och regissör.
- 14 januari – Marco Hietala, finländsk musiker, basist och sångare i Nightwish.
- 19 januari – Lena Philipsson, svensk sångerska.
- 26 januari – Olov Johansson, svensk riksspelman.
- 6 februari – Rick Astley, brittisk popsångare.
- 11 februari – Johan Söderqvist, svensk kompositör och musiker.
- 2 mars – Howard Bernstein, brittisk musik- och filmproducent.
- 3 mars – Timo Tolkki, finländsk musiker, gitarrist i Stratovarius.
- 10 mars – Edie Brickell, amerikansk sångare och kompositör.
- 12 mars – David Daniels, amerikansk operasångare (countertenor).
- 21 mars – Tomas Tivemark, svensk skådespelare, manusförfattare, filmproducent och kompositör.
- 22 mars – Jan Lundgren, svensk jazzpianist.
- 11 april – Lisa Stansfield, brittisk musiker.
- 12 april – Rigmor Gustafsson, svensk jazzsångerska.
- 15 april – Samantha Fox, brittisk fotomodell och sångerska.
- 11 maj – Christoph Schneider, tysk musiker, trummis i Rammstein.
- 16 maj – Janet Jackson, amerikansk sångerska.
- 4 juni – Cecilia Bartoli, italiensk mezzo-sopran.
- 11 juni – Tina Ahlin, svensk pianist, sångerska, munspelare och kompositör.
- 25 juli – Jerker Odelholm, svensk basist.
- 29 juli – Martina McBride, amerikansk countryartist.
- 5 september – Karin Bjurström, svensk skådespelare och sångerska.
- 8 september – Carola Häggkvist, svensk artist.
- 10 september – Anna Larsson, svensk operasångare.
- 12 september – Ben Folds, amerikansk musiker
- 5 november – Johan Renck, svensk musiker, även känd som Stakka Bo.
- 6 november – Christian Lorenz, tysk musiker, spelar synth i Rammstein.
- 14 december – Tim Sköld, svensk musiker.
- 31 december – Lars Yngve Johansson, svensk manusförfattare, kompositör och musiker.

## Avlidna
- 6 februari – Algot Haquinius, 79, svensk tonsättare och pianist.
- 13 februari – Calle Jularbo, 72, svensk musiker, dragspelare.
- 27 maj – Sven Melin, 54, svensk skådespelare och sångare.
- 1 juni – Papa Jack Laine, 92, amerikansk musiker och orkesterledare.
- 9 augusti – Gösta Nystroem, 75, svensk tonsättare.
- 17 augusti – Rolf Billberg, 35, svensk jazzmusiker (saxofonist).
- 2 oktober – Ruth Fröberg, 73, svensk musiker (pianist).
- 18 oktober – Christian Bratt, 43, svensk skådespelare och sångare.
- 26 oktober – Alma Cogan, 34, brittisk sångare.

### Fotnoter
1. ↑  ”Ann-Louise Hansson blev inte kär direkt i Bruno”. https://www.expressen.se/noje/ann-louise-hansons-livsandring-efter-dodsbeskedet. Läst 11 december 2019.
2. ↑  Poplight - Melodifestivalen Arkiverad 7 oktober 2016 hämtat från the Wayback Machine..
3. ↑  Poplight - Eurovision Song Contest Arkiverad 7 oktober 2016 hämtat från the Wayback Machine..
4. ↑  ”Bob Dylan”. http://www.bobdylan.com/tour/1966-04-29-konserthuset. Läst 30 april 2011.